# جيمس إس. غرين
جيمس إس. غرين (بالإنجليزية: James S. Green)‏ هو محامي ودبلوماسي وسياسي أمريكي، ولد في 28 فبراير 1817 في ميزوري في الولايات المتحدة، وتوفي في 19 يناير 1870 في سانت لويس في الولايات المتحدة. حزبياً، نشط في الحزب الديمقراطي. وقد انتخب سفير وانتخب عضو مجلس النواب الأمريكي وانتخب عضو مجلس الشيوخ الأمريكي.